# مدیسون کیز
مدیسون کیز (انگلیسی: Madison Keys؛ زاده ۱۶ فوریهٔ ۱۹۹۵) تنیس‌باز اهل ایالات متحده آمریکا است.